# 太極上下名天地
太極上下名天地(たいきょくじょうげめいてんち)は、中国武術の伝統拳である太極拳としての楊式太極拳の楊振鐸(永年楊氏四世)のもとに家伝として残され、楊澄甫の作と伝わる三十二の理論書のひとつ。
太極上下名天地 楊澄甫 伝
四手上下分天地、採挒肘靠有由去。
採天靠地相應求、何患上下不既濟。
若使挒肘習遠離、迷了乾坤遣歎惜。
此説亦明天地盤、進用肘挒歸人字。